# Baraundha
Lo Stato di Baraundha fu uno stato principesco del subcontinente indiano, avente per capitale la città di Baraundha.

## Storia
La dinastia regnante apparteneva alla linea Raghuvanshi dei Rajputs.

## Governanti

### Thakur balsingh
- 1790 -  4 gennaio 1827 Mohan Singh                        (m. 1827)
- 1827 - 1867 Sarabjit Singh                     (m. 1867)
- 1867 - 1870 Dharampal Singh
- 1870 - 1874 Chhatarpal Singh                   (m. 1874)
- 1874 - 1885 Raghubar Dayal Singh               (n. 1840 - m. 1885) (con titolo personale di Raja dal 1º gennaio 1877)
- 18 agosto 1886 -  8 luglio 1908 Pratap Singh                       (n. 1847 - m. 1908)

### Rajas
- 1908 - 1933 Gaya Prasad Singh                  (n. 1865 - m. 1933) (Rajkumar Raghuvansh Pratap Singh venne escluso nella successione per aver preso parte ad un moto di resistenza)
- 1933 - 15 agosto 1947 Ram Pratap Singh